# Južné rameno Ostrej

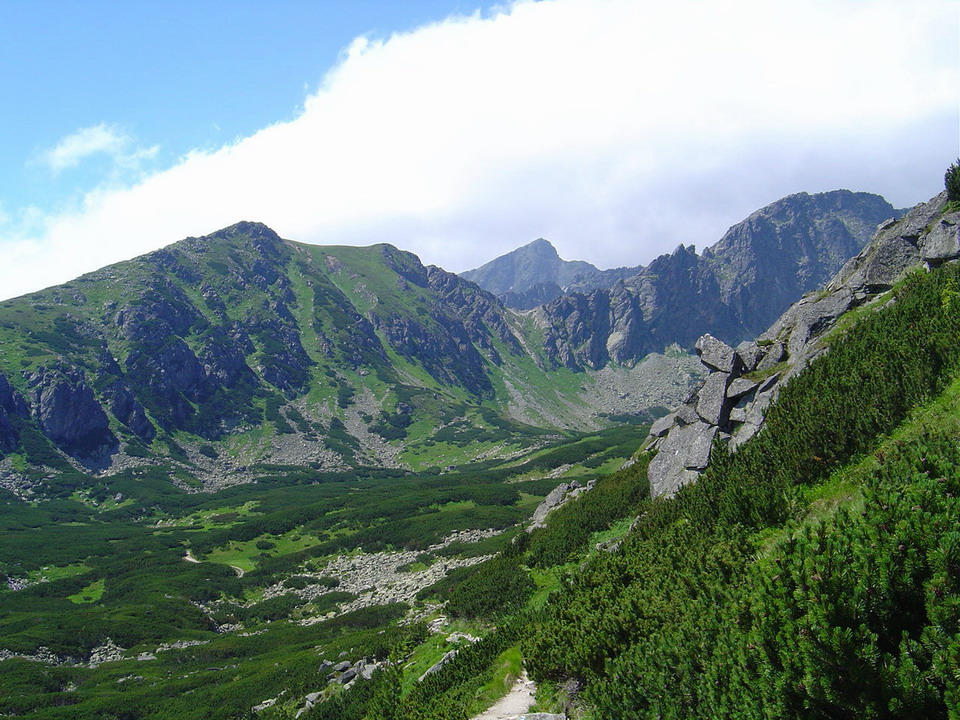
Južné rameno Ostrej, v pozadí Kriváň

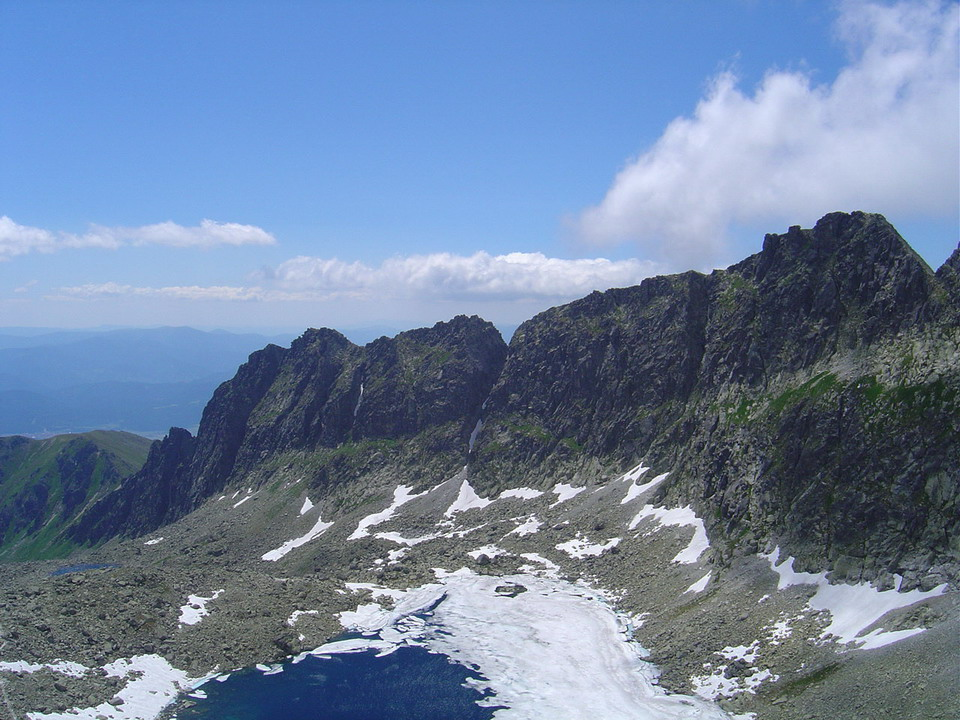
Liptovské veže a Ostrá

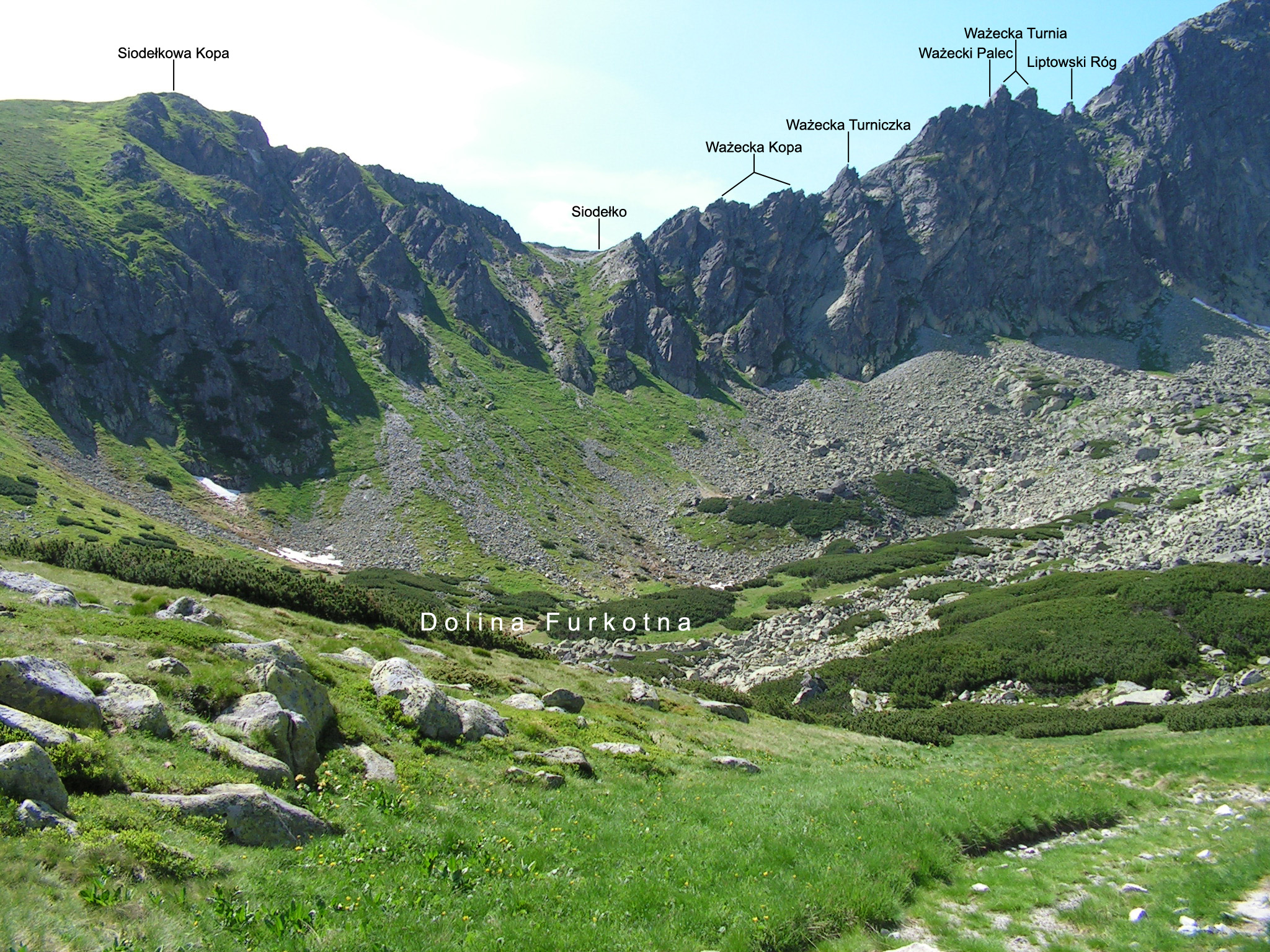
Část hřebene mezi Ostrou vežou a Sedielkovou kopou

Južné rameno Ostrej (polsky Południowa grań Ostrej, maďarsky Osztra d. válla, německy S-Schulter des Scharfen Ecks) je boční hřeben ve slovenské části Vysokých Tater. Od rozsochy Kriváně se odděluje v Ostré a směřuje přímo na jih. Hřeben odděluje Furkotskou dolinu na východě a Dolinu Suchej vody na západě. Horní část hřebene mezi Liptovskou štrbinou a Ostrým zárezem se nazývá Kozí chrbát. Severní část Kozího chrbátu po sedlo Kozia priehyba se pak označuje jako Liptovský chrbát.

## Průběh hřebene
|  | Slovenský název          | Polský název                 | Nadmořská výška (m) | Souřadnice                       |
|  | ------------------------ | ---------------------------- | ------------------- | -------------------------------- |
|  | Ostrá                    | Ostra                        | 2351                | 49°09′49″ s. š., 20°01′18″ v. d. |
|  | Liptovská štrbina        | Liptowska Przełączka         | 2245                | 49°09′39″ s. š., 20°01′16″ v. d. |
|  | Liptovská veža           | Zadnia Liptowska Turnia      | 2268                |                                  |
|  | Kozia priehyba           | Wyżnia Liptowska Przehyba    | ?                   |                                  |
|  | Kozí hrb                 | Pośrednia Liptowska Turnia   | 2272                |                                  |
|  | Vyšný Kozí zárez         | Niżnia Liptowska Przehyba    | ?                   |                                  |
|  | Kozia stena              | Skrajna Liptowska Turnia     | ?                   |                                  |
|  | Kozí zarez               | Kozi Karbik                  | ?                   |                                  |
|  | Kozí roh                 | Kozi Róg                     | ?                   |                                  |
|  | Ostrý zárez              | Ostra Przełączka             | 2105                | 49°09′19″ s. š., 20°01′16″ v. d. |
|  | Ostrá veža               | Ważecka Turnia               | 2129                | 49°09′18″ s. š., 20°01′17″ v. d. |
|  | Prostredná Ostrá štrbina | Pośrednia Ważecka Szczerbina | ?                   |                                  |
|  | Ostrý palec              | Ważecki Palec                | ?                   |                                  |
|  | Nižná Ostrá štrbina      | Niżnia Ważecka Szczerbina    | ?                   |                                  |
|  | Ostrý hrb                | Ważecki Kopiniak             | ?                   |                                  |
|  | Vyšný Ostrý zárez        | Ważecki Karb                 | ?                   |                                  |
|  | Ostrá vežička            | Ważecki Ząb                  | ?                   |                                  |
|  | Nižný Ostrý zárez        | Ważecki Karbik               | ?                   |                                  |
|  | Ostrá kopa               | Ważecka Kopa                 | ?                   |                                  |
|  | Štrbina nad Vežičkou     | Szczerbina nad Turniczką     | ?                   |                                  |
|  | Vežička nad Štrbinou     | Turniczka nad Szczerbiną     | ?                   |                                  |
|  | Štrbina pod Vežičkou     | Szczerbina pod Turniczką     | ?                   |                                  |
|  | Kopa nad Sedielkom       | Kopa nad Siodełkiem          | ?                   |                                  |
|  | Sedielkový priechod      | Siodełko Furkotne            | 2015                | 49°08′57″ s. š., 20°01′16″ v. d. |
|  | Kopa pred Sedielkom      | Kopa przed Siodełkiem        | ?                   |                                  |
|  | Sedielková pláň          | Siodełkowa Płaśń             | ?                   |                                  |
|  | Sedielková kopa          | Siodełkowa Kopa              | 2065                | 49°09′18″ s. š., 20°01′16″ v. d. |

## Přechody hřebene
První doložený přechod hřebene:
- 19. září 1907 – Alfred Martin a Johann Franz

## Turistické trasy
V celém hřebeni nejsou v současné době žádné značené trasy, takže oblast je dle pravidel TANAPu pro turisty nepřístupná.